# Tường chắn đất

Một đoạn tường chắn kiểu trọng lực xây bằng đá.

Tường chắn, hay tường chắn đất, là một loại kết cấu xây dựng để giữ ổn định đất giữa hai độ cao khác nhau, tại vùng địa hình thay đổi độ cao lớn, độ dốc không như ý hoặc ở những nơi có cảnh quan nhân tạo phải cải tạo lớn, không thể tạo mái dốc tự nhiên. Tường chắn còn được thiết kế cho các mục đích cụ thể hơn như giữ ổn định sườn đồi hay bo chắn chân cầu vượt đường bộ.

## Các kiểu tường chắn
- Tường chắn trọng lực
- Tường chắn công nghệ MSE
- Tường chắn giá đỡ
- Tường cọc cừ
- tường vây Barrete
- Tường cọc khoan nhồi
- Tường neo trong đất
- Tường chắn có neo